# 1888 en Grèce
Chronologie de la Grèce
- 1884
- 1885
- 1886
- 1887
- 1888
- 1889
- 1890
- 1891
- 1892

Cette page concerne les évènements survenus en 1888 en Grèce  :

## Évènement
- Mission navale française en Grèce (1884-1890)

## Création
- Karelia Tobacco Company (en)
- Messiniakos (en)
- Metaxa

## Naissance
- Giorgio De Chirico, peintre, sculpteur et écrivain italien.
- Michel Economou, peintre.
- Napoléon Lapathiótis (el), poète.
- Konstantínos Tsiklitíras, athlète (saut sans élan)

## Décès
- Panagiótis Efstratiádis (el), archéologue.
- Konstantínos Ischómachos (el), personnalité politique et militaire.
- Theódoros Négris (el), mathématicien.